# Willem Mengelberg
Joseph Willem Mengelberg (Utrecht, 28 de marzo de 1871 - Zuort, 21 de marzo de 1951) fue un director de orquesta neerlandés. 

## Biografía
Mengelberg era el cuarto de quince hermanos, hijos de padres de origen alemán. Estudió en el Conservatorio de Colonia, donde siguió cursos de piano y composición. Fue designado director general de Música de la ciudad de Lucerna a la edad de 21 años, donde fue director de una orquesta y coro, dirigió una escuela de música, impartió clases de piano y se dedicó a la composición. 
Es muy reconocido por su trabajo como director principal de la Orquesta del Concertgebouw de Ámsterdam entre 1895 y 1945. Además, inició la larga tradición de interpretación de la obra de Gustav Mahler por parte del Concertgebouw. En 1902 conoció a Mahler y se hicieron amigos. Mengelberg fue decisivo en la introducción de la obra de Mahler en los Países Bajos, y el compositor austríaco visitó a menudo el país para dar a conocer su música al público neerlandés. 
Sin embargo, la importancia de Mengelberg como director no se debe solo a sus interpretaciones de Mahler. Por ejemplo, también fue un excelente intérprete de la obra de Richard Strauss. Strauss dedicó a él y a su orquesta el poema sinfónico Una vida de héroe, que Mengelberg llegó a grabar para un disco. 
A Mengelberg se le criticó que durante su periodo al frente de la Orquesta del Concertgebouw no prestó suficiente atención a la música neerlandesa. El compositor neerlandés Willem Pijper manifestó que Mengelberg no se preocupó de promocionar los compositores del país, especialmente a partir de 1920.
Mengelberg fue director musical de la Orquesta Filarmónica de Nueva York entre 1922 y 1928. A partir de enero de 1926 tuvo que compartir el podio con Arturo Toscanini. El biógrafo de Toscanini, Harvey Sachs, ha documentado que Mengelberg y Toscanini tuvieron enfrentamientos artísticos e incluso sobre las técnicas de ensayo, lo que provocó el surgimiento de divisiones entre los músicos que al final acabaron con la salida de Mengelberg de la orquesta. Sin embargo, Mengelberg tuvo ocasión de dejar una serie de grabaciones con la Filarmónica, con los sellos Victor Talking Machine Company y Brunswick Records, incluyendo un registro de Una vida de héroe del año 1928, que posteriormente fue editado en LP y disco compacto. Una de sus primeras grabaciones eléctricas fue un conjunto de dos discos dedicados a A Victory Ball de Ernest Schelling. 
La faceta más controvertida de la biografía de Mengelberg se centra alrededor de sus acciones y su comportamiento durante la ocupación nazi de los Países Bajos entre 1940 y 1945. Algunos artículos periodísticos de la época dan la impresión de que aceptó las restricciones ideológicas que los nazis impusieron sobre algunos compositores. Las explicaciones a esta conducta han ido desde una supuesta "ingenuidad política" a la aceptación ciega a todo lo alemán, dado su origen familiar. A raíz de su colaboración con el régimen de ocupación de los Países Bajos durante la Segunda Guerra Mundial le fue prohibida la dirección orquestal por el gobierno posterior a la liberación, en 1945. Se le retiraron los honores y el pasaporte. La pena inicial consistía en ser apartado de la dirección orquestal en los Países Bajos el resto de su vida. Sin embargo, las apelaciones de sus abogados consiguieron una reducción temporal hasta seis años, que se aplicaría retroactivamente desde 1945. Sin embargo, continuó recibiendo una pensión de la orquesta hasta el año 1949, cuando le fue retirada por el Ayuntamiento de Ámsterdam. Mengelberg se exilió en Zuort, Suiza, donde permaneció hasta su muerte en 1951, apenas dos meses antes de la expiración de la orden de exilio.
Además de la dedicatoria de Una vida de héroe de Strauss, Sergéi Rajmáninov hizo lo propio con Las campanas y Zoltán Kodály con las Variaciones sobre una melodía popular húngara (El pavo real). Entre las obras del siglo XX que estrenó, hay que mencionar el Concierto para violín n.º 2 de Béla Bartók (1939) y el Concierto para violín de Paul Hindemith (1940).

Willem Mengelberg era tío del musicólogo y compositor Rudolf Mengelberg y del director de orquesta, compositor y crítico Karel Mengelberg, quien a su vez fue padre del destacado compositor y pianista improvisador Misha Mengelberg.

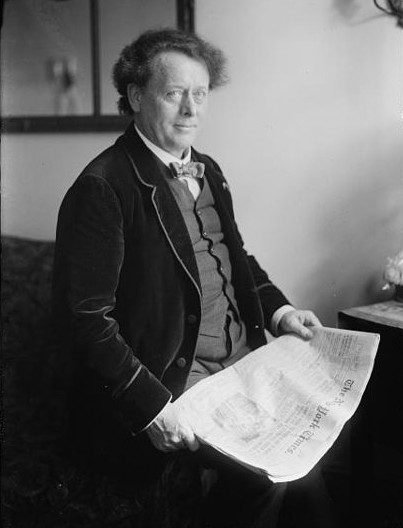
Joseph Willem Mengelberg.

## Grabaciones
Además de sus celebradas grabaciones de Ein Heldenleben de Richard Strauss, Mengelberg dejó valiosos discos con sinfonías de Beethoven y Brahms, por no mencionar una controvertida pero fascinante lectura de la Pasión según San Mateo de Johann Sebastian Bach. 
Sus versiones más personales se caracterizan por una tremenda expresividad y libertad de tempo, quizá más llamativa en su grabación de la Sinfonía n.º 4 de Mahler, pero también evidente en la referida Pasión según san Mateo y en otros grabaciones.
Aunque era conocido por sus grabaciones del repertorio alemán, Capitol Records publicó una desgarradora versión de la Sinfonía en re menor de César Franck, registrada en la década de 1940 con la Orquesta del Concertgebouw. 
Debido a la prohibición de seis años de inactividad que le impuso el gobierno neerlandés, Mengelberg no hizo más grabaciones a partir de 1945. Algunos de sus conciertos de Ámsterdam fueron grabados con el entonces nuevo sistema alemán del magnetófono, lo que hace que tengan un sonido en una sorprendente alta fidelidad para la época. 
Han sobrevivido algunas películas de Mengelberg dirigiendo la orquesta en Ámsterdam. Entre ellas hay una interpretación del año 1931 de la apertura de la ópera Oberón de Carl Maria von Weber y otra del año 1939 de la Pasión según san Mateo de Bach.